# Krucemburk
Krucemburk, 1949–1993 Křížová (deutsch Kreuzberg, älter ursprünglich Kreuzburg (1361)) ist ein Flecken in Tschechien. Sie liegt drei Kilometer südöstlich von Ždírec nad Doubravou an der Doubrava und gehört zum Okres Havlíčkův Brod.

## Geographie
Krucemburk befindet sich am westlichen Rand der Saarer Berge rechtsseitig der Doubrava am Městecký potok. Im Südwesten liegt der zur Böhmisch-Mährischen Höhe gehörige Ranský Babylon (673 m). Nördlich erhebt sich der 660 m hohe Hügel Křížový vrch. Südlich des Ortes wird die Doubrava in den Teichen Řeka und Ranský rybník gestaut.
Durch Krucemburk führt die Staatsstraße 37 zwischen Žďár nad Sázavou und Ždírec nad Doubravou.
Nachbarorte sind Benátky im Norden, Košinov im Nordosten, Vojnův Městec im Osten, Hluboká und Staré Ransko im Süden, Nové Ransko und Ždírec nad Doubravou im Westen sowie Kohoutov im Nordwesten.

## Geschichte

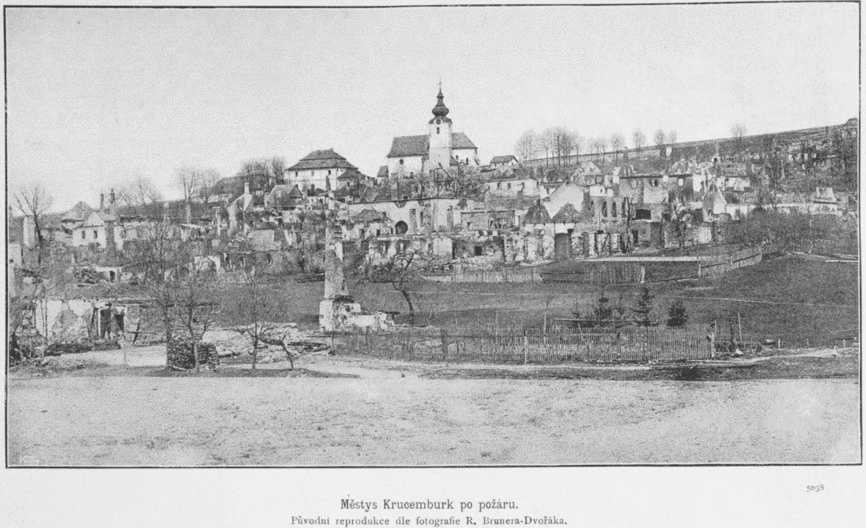
Krucemburk nach einem Feuer von 1893

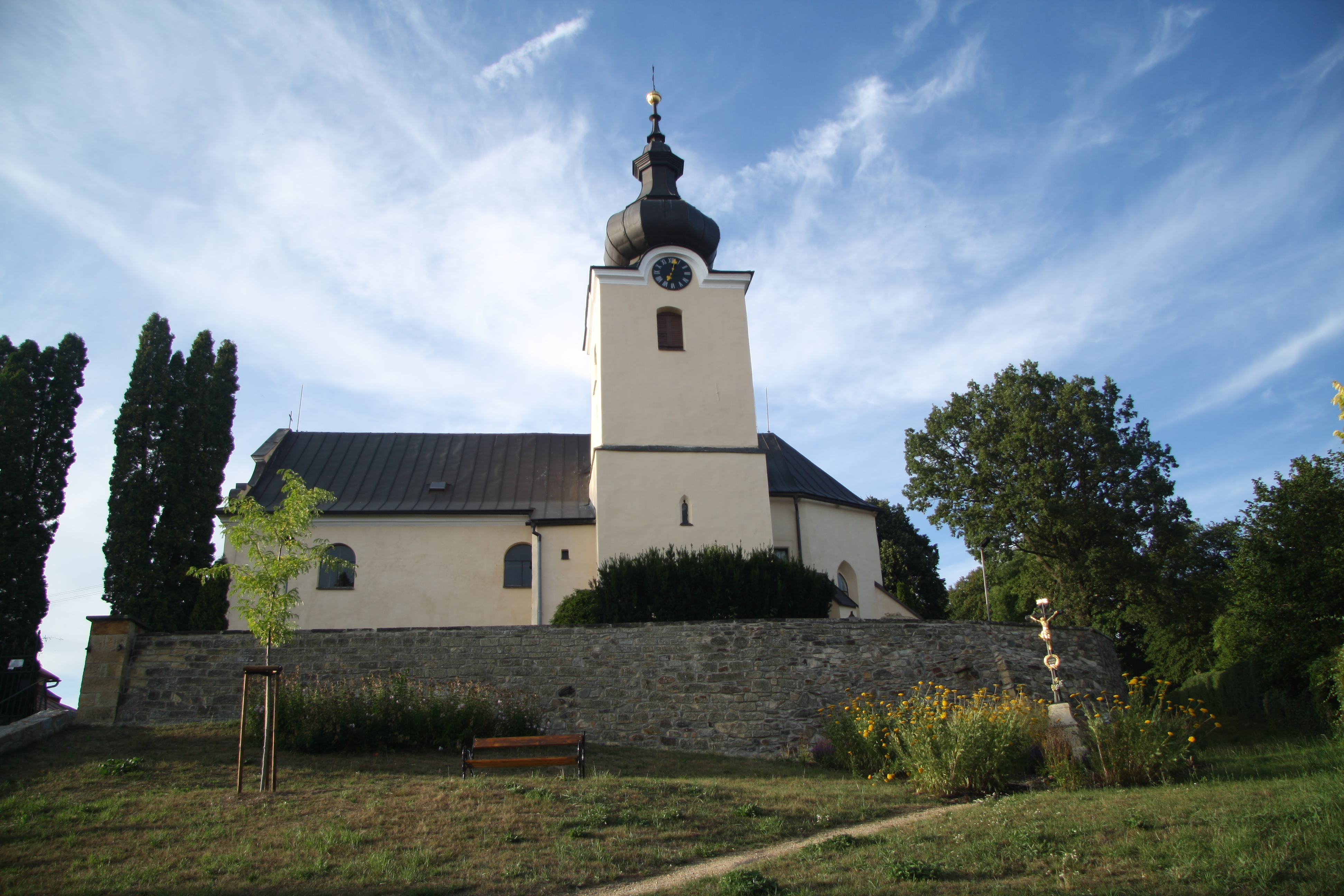
Kirche St. Nikolaus

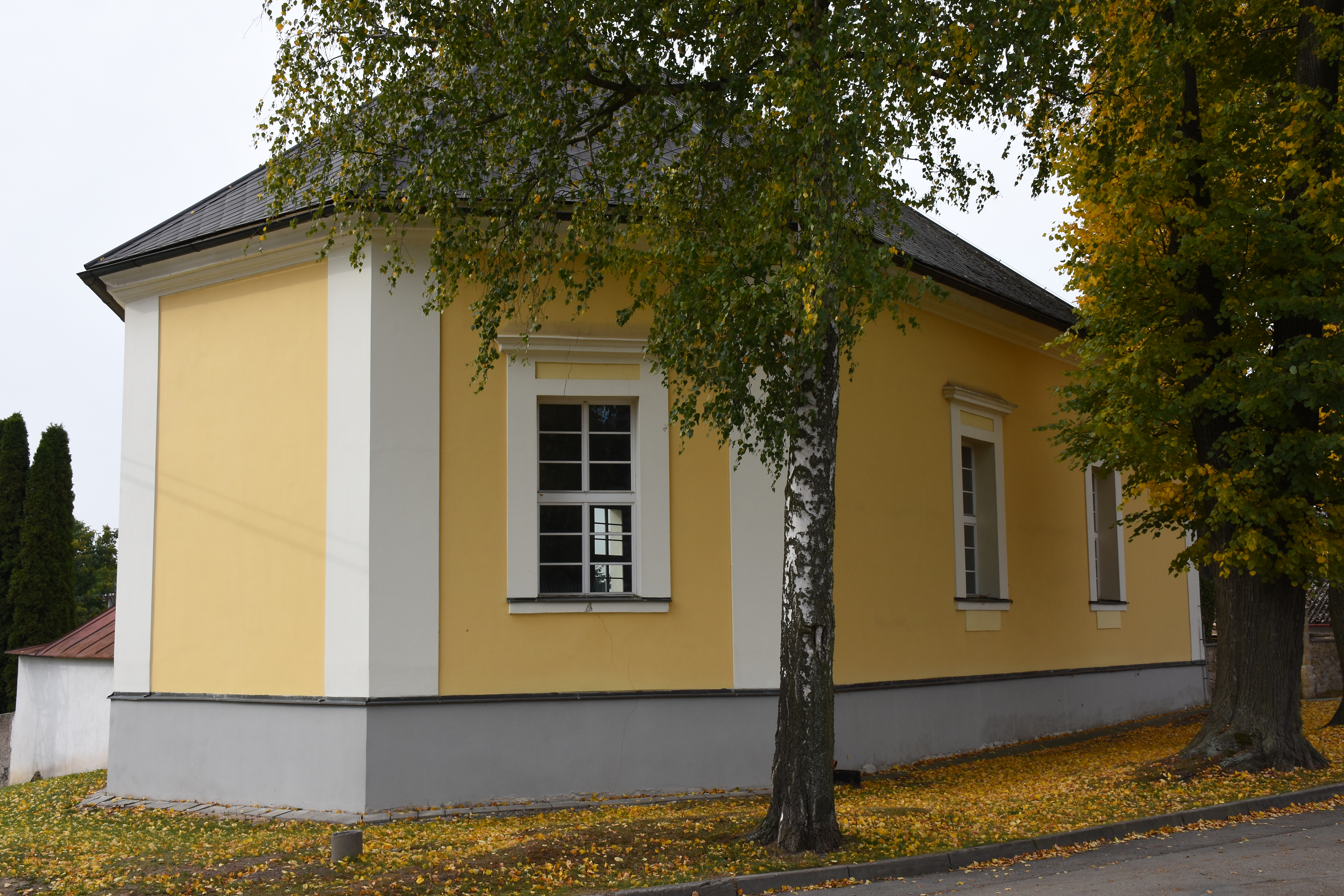
Evangelische Kirche

Die erste urkundliche Erwähnung des Ortes stammt aus einer Verleihung des Bergbaurechts auf Silber aus dem Jahre 1241. Kreuzburk lag an der "via Lubetina", einer alten Verbindung von Böhmen über Libice nad Doubravou nach Mähren und wurde zu Beginn des 13. Jahrhunderts durch den Deutschritterorden als Bergort gegründet. Sein Name leitet sich von Arlanus Henricus von Kreuzburg her, der von 1247 bis 1261 die Münzgerechtigkeit besaß. Im Laufe der Jahre entwickelte sich die daraus die tschechische Bezeichnung Krucemburk, während sich der deutsche Name in Kreuzberg änderte. Bereits im 13. Jahrhundert entstanden die Kirche und eine Feste. 1321 ging Kreuzburk in weltlichen Besitz über und der Landesmarschall Heinrich von Leipa wurde Eigentümer des Ortes.
Nach dessen Tode erwarb Epík z Hrádku den Besitz. Er erhob den Ort 1385 zum Markt und verlieh ihm das noch heute gültige Wappen.  Im 15. und 16. erreichte der Ort während der Herrschaft der Střela z Rokyc seine Blütezeit. Nikolaus Střela z Rokyc machte die Feste Krucemburk 1527 zu seinem Stammsitz und bis 1543 ließ er sie zum Schloss umgestalten. 1590 führte Krucemburk ein silbernes Siegel.
Mit dem Dreißigjährigen Krieg setzte der Niedergang von Kreuzberg ein. Nachdem der Bergbau im Krieg zum Erliegen gekommen war, zerstörte nach Kriegsende 1651 ein Brand das Städtchen und die Bewohner verdienten sich ihren Lebensunterhalt durch die Landwirtschaft.
1670 erhielt der Ort durch Kaiser Leopold I. das Privileg zur Abhaltung eines Jahrmarktes. Im Jahre 1677 kaufte Ferdinand von Dietrichstein die Herrschaft Kreuzberg mit den zugehörigen Dörfern Hluboká, Benátky und Kohoutov. Kreuzberg erholte sich langsam wieder und in dem Markt dominierte das Handwerk und die Lohgerberei. 1778 ließ der Pfarrer Josef Vrba auf dem Mons Crucis die Drei Kreuze als Symbol des Ortes aufstellen. Nach den Josephinischen Toleranzpatent entstand 1782 in Krucemburk die erste lutherische Gemeinde Böhmens, die 1840 die evangelische Kirche weihte.
Nach der Ablösung der Patrimonialherrschaften wurde Krucemburk zur selbstständigen Marktgemeinde. Im Jahre 1893 hatte der Ort knapp 1000 Einwohner. Im Zweiten Weltkrieg wurde der Ort im Jänner 1945 von deutschen Truppen eingekesselt und durchsucht. Nach Kriegsende erfolgte am 9. Mai 1945 ein sinnloses Bombardement durch sowjetische Luftstreitkräfte bei dem Krucemburk schwer getroffen und der  Nachbarort Ždírec fast vollständig zerstört wurde. Im Jahre 1949 erfolgte gegen den Willen der Einwohner eine Umbenennung in den tschechisch klingenden Namen Křížová. Bei einem Referendum entschieden sich die Einwohner zur Rückkehr zum historischen Namen Krucemburk, den die Gemeinde seit 1993 wieder trägt. Im November 2006 erhielt Krucemburk seinen Status als Městys (Flecken) zurück, den er 1950 verloren hatte.

## Ortsgliederung
Der Flecken Krucemburk besteht aus den Ortsteilen Hluboká (Hluboka), Krucemburk (Kreuzberg) und Staré Ransko (Altransko).

## Sehenswürdigkeiten
- Kirche St. Nikolaus, 1677 erneuert
- Evangelische Kirche, erbaut 1840
- Křížový vrch (Mons Crucis)
- Gedenkhalle für den Maler Jan Zrzavý
- Statue des hl. Johannes von Nepomuk auf dem Marktplatz

## Söhne und Töchter
- Gustav Skřivan (1831–1866), Mathematiker